# Еквіт

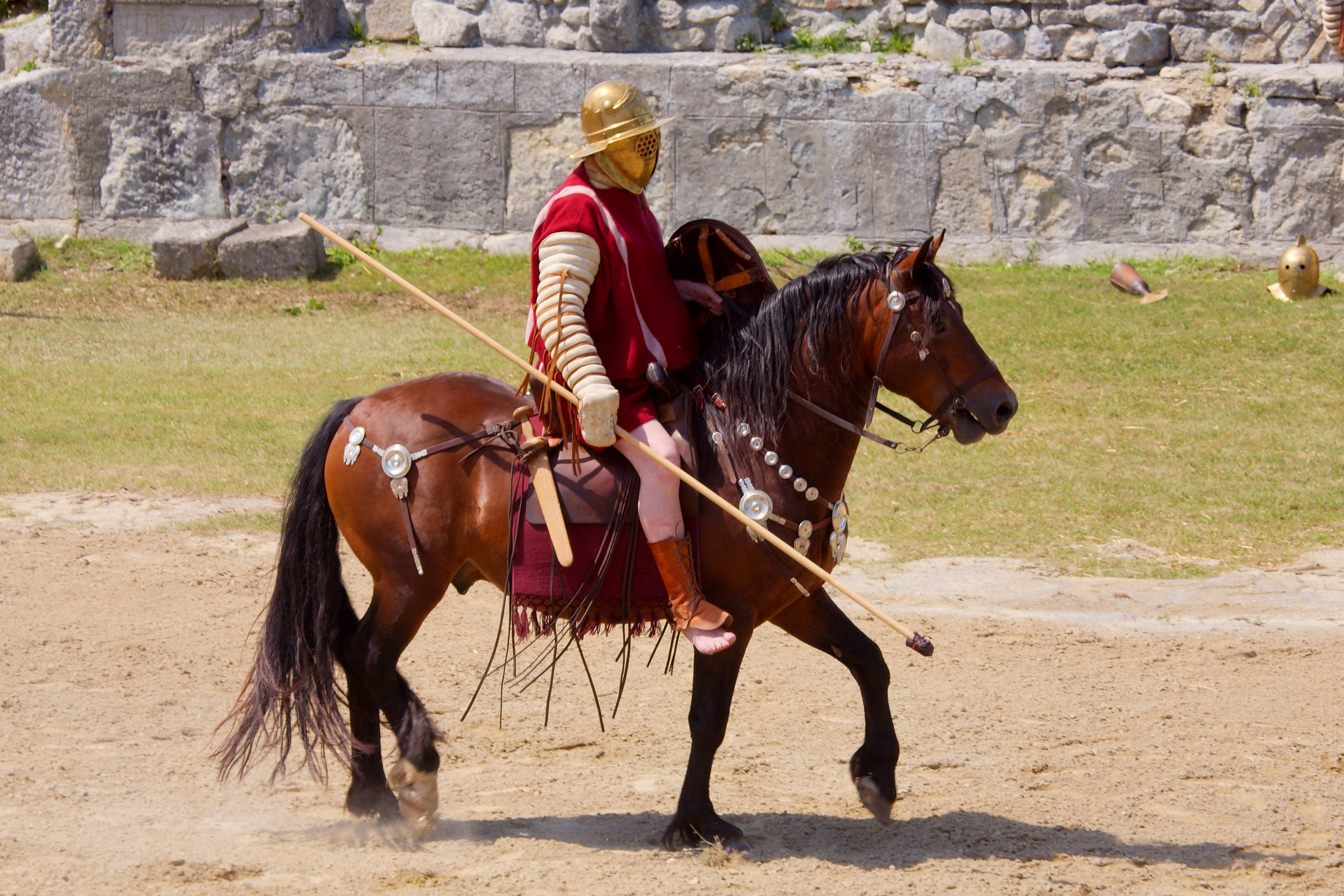
Обладунок гладіатора вершника, реконструкція в Карнунті, сучасна Австрія.

Е́квіт (eques, множина — equites) — гладіатор-вершник. Словом equites називали і кавалеристів давньоримської армії, а також один із станів давньоримського суспільства.

## Характеристика
Вершники-гладіатори описані як легко озброєні вояки в обладунках, зі списом і з круглим щитом-пармою середнього розміру. Шолом еквіта не мав гребеня і був прикрашений двома китицями. Еквіт мав право носити туніку, що відрізняло його від інших гладіаторів, які виступали з оголеним торсом. Після кинутого в супротивника списа еквіт мав злізти з коня і продовжити бій піхотинцем.

## Бажання бути гладіатором
З часом в середовище гладіаторів-рабів почали приходити вільні римські громадяни. Це були молодики з привілейованих верств населення, психопати, бунтівники чи збіднілі маргінали. Вони шукали власної слави і грошей. Непрестижна праця, наполегливий труд були не для них. Тому обирали смертельно небезпечну, але привабливу для них кар'єру гладіатора.

## Еквіт з поховання в Йорку
Похований еквіт в Еборакумі-Йорку мав покривлені ноги, що вказувало на довгі вправи на коні верхи. Він має нетипову травму кістки стегна понизу. Експерти розцінили цю травму як отриману ще на момент знаходження вершника на коні. Місце травми вершника — досить вдале для його супротивника через болючу травму кістки, нервів, артерій і вен. Після такої травми продовжити бій — неможливо. Зроблений висновок, що еквіт з поховання Еборакума-Йорку новобранець або мало підготовлений гладіатор. Можливо, це був його перший виступ на арені. Він прагнув заробити грошей, а здобув власну смерть.